# Каменский, Михаил Игоревич
 Михаил Игоревич Каменский  (род. 17 сентября 1950 года, г. Воронеж, СССР) — советский, российский математик, доктор физико-математических наук, профессор.

## Биография
Михаил Игоревич Каменский родился 17 сентября 1950 года в г. Воронеж, СССР. В 1972 г. с отличием закончил математический факультет Воронежского государственного университета. В 1975 защитил кандидатскую диссертацию на искание ученой степени кандидата физико-математических наук, под руководством выдающегося математика, профессора Садовского Бориса Николаевича. В 1996 г. защитил докторскую диссертацию на тему «Топологический индекс и принцип усреднения» по специальности 01.01.02.- «Дифференциальные уравнения, динамические системы и оптимальное управление». В 1998 г. присвоено ученое звание профессора. С 2007 г. заведующий кафедрой функционального анализа и операторных уравнений Воронежского государственного университета. Профессор кафедры высшей математики Воронежского государственного педагогического университета.

## Основные темы научной деятельности
Основные научные интересы лежат в сфере современного нелинейного анализа и его приложений в теории дифференциальных уравнений и включений. Существенные результаты получены в теории мер некомпактности и уплотняющих операторов, обоснованы различные процедуры усреднения для различных типов дифференциальных уравнений и включений.
В качестве приглашенного профессора работал в университете г. Аннаба (Алжир, 1984—1986), университета г. Руан (Франция) (1991, 1992, 1993, 2015, 2016), университета г. Брест (Франция), Метца (Франция). В качестве научного сотрудника работал в Басском центре прикладной математики г. Бильбао (Испания, 2013), в университетах г. Флоренция, г. Сиена (Италия), Техасском университете в Далласе (США, 2015), Национальном университете Сун Ятсена г. Гаосюн, Тайвань (2015—2019).

## Звания и награды
Лауреат премии Воронежского обкома комсомола в области науки и техники 1978 г.
Лауреат премии педагог-наставник Департамента образования, науки и молодежной политики Воронежской области 2014 г., 2015 г.

## Основные публикации
- Akhmerov R. Measures of Noncompactness and Condensing Operators / R. Akhmerov, M. Kamenski, A. Potapov, A. Rodkina, B. Sadovski // Operator Theory: Advances and Applications. — Basel: Birkhauser Verlag, 1992. — V. 55. — 249 p.
- Kamenskii M. Condensing multivalued maps and semilinear differential inclusions in Banach spaces: Monographie / M. Kamenskii, V. Obukhovskii, P. Zecca. — Berlin: Walter De Gruyter, 2001. — 345 p.

- Couchouron J.-F., Kamenskii M., Mikhailenko B., Nistri P. Periodic bifurcation problems for fully nonlinear neutral functional differential equations via an integral operator approach: the multidimensional degeneration case. TMNA, 2015, v.46, № 2, р. 631—663.

- Kamenskii M., Omar M., Raynaud de Fitte P. Weak Averaging of Semilinear Stochastic Differential Equations with Almost Periodic Coefficients. JMAA 2015, pp 336—364.

- Kamenskii M., Makarenkov O. On the Response of Autonomous Sweeping Processes to Periodic Perturbations. Set-Valued and Variational Analysis, 2016, 24, p. 551—563.

- Kamenskii M., Obukhovskii V., Petrosyan G., Yao J.-C. On semilinear fractional order differential inclusions in Banach spaces. Fixed Point Theory 18(2017), no. 1, p.269-292.

- Kamenskii M., Wen C.-F., Zvereva M. A string oscillations simulation with boundary conditions of hysteresis type, Optimization . —Taylor and Francis, Great Britain. — 2018. —V 6, iss. 9. —P. 1321—1332.